# هوگنی
هوگنی (به زبان نروژی باستان: Högne) یکی از پادشاهان اوسترگوتلاند بود که در منابع اساطیر اسکاندیناوی حضور دارد. هوگنی تروآ پسر گیوکی پادشاه جنوب راین و ساحره‌ای به نام گریم‌هیلد بود. او همچنین برادر گونار، گوتورم و گودرون بود. اما بر طبق سرگذشت‌نامه تیدرکس، هوگنی پسر اینکوبوس و ملکه‌اش محسوب می‌شود، بنابراین او تنها برادر ناتنی گونار، گرنوز و گیسلر بود.
بر طبق نوشته‌های اسنوری استورلوسون او پادشاه اوسترگوتلاند بود و پسری به نام هیلدور و دختری به نام هیلدا داشت که با گرن‌مار، پادشاه سودرمانلاند ازدواج کرد. اسنوری بیان می‌کند که هوگنی و پسرش هیلدور اغلب به قصد از بین بردن افراد اینگیالد به استان‌های سوئدی حمله می‌کرد و فرمانروایی سرزمینی پادشاهی خود را تا زمان مرگش در دست داشت.
در روایات دیگر هوگنی با زنی به نام کوستبرا (یا کُسثرا) ازدواج کرد و آن‌ها صاحب چهار پسر به نام‌های سولار، اسنَوار، گیوکی و نیفلانگ شدند. اسبی که بر آن می‌تاخت نیز «هولکویر» نام داشت.

## اساطیر اسکاندیناوی
گونار و هوگنی پس از ازدواج خواهرشان با زیگورد، با یکدیگر سوگند برادری یاد کردند. در این بین براین‌هلد معشوقهٔ زیگورد، به گونار و هوگنی گفت: زیگورد پیمانش را شکسته و شب قبل از اینکه به کاخ بیاید با او همخواب شده است. پس چنین شد که هوگنی و گونار نقشهٔ قتل زیگورد را کشیدند. خواهر هوگنی، گودرون، پس از قتل همسرش زیگورد، بدست برادر کوچکش گوتورم، با آتیلا رهبر قوم هون و برادر براین‌هلد ازدواج کرد که در آن زمان به دنبال گنجینهٔ نیبلونگ بود (که پس از مرگ زیگورد نزد گونار و هوگنی تقسیم شده بود)، و آن‌ها را به قصد کشتن به دربار خود دعوت کرد. گودرون که در رؤیاهای خود دیده بود، آتلی موجبات مرگ برادر و خانواده‌اش می‌شود، پیشنهاد او را رد کرد. اما با وجود تمام هشدارها، برادر بزرگش گونار دعوت را پذیرفت اما برادرها محض احتیاط گنجینه را در بستر رود راین مخفی کردند و با یکدیگر سوگند خوردند هیچگاه محل مخفی شدن آن را فاش نکنند.
آتیلا تمام مهمان‌ها به غیر از گونار و هوگنی را کشت تا با شکنجه کردن آن‌ها بتواند مکان مخفی شدن گنجینه را پیدا کند. اما هیچکدام از برادرها حاضر به افشای محل نگهداری گنجینه نبودند. چنین شد که آتیلا سینهٔ هوگنی را شکافت و قلب او را نزد گونار برد تا به حرفش بیاورد. بر طبق یکی از اشعار ادای شاعرانه، آتیلا با کشتن و درآوردن قلب آشپزش هیالی، سعی در فریب گونار را داشت. اما گونار بلافاصله دریافت که این قلب متعلق به برادرش هوگنی نیست.